# SJ Berwin
SJ Berwin LLP war eine englische Wirtschaftskanzlei mit weltweit über 160 Partnern. Sie beschäftigte mehr als 350 Anwälte und
Steuerberater.

## Geschichte
Die Kanzlei wurde 1982 von Stanley J. Berwin mit fünf Partnern mit Sitz in London, Großbritannien gegründet. SJ Berwin LLP (nicht zu verwechseln mit der Kanzlei Berwin Leighton Paisner) entwickelte sich zu einer internationalen „Law Firm“  und gehörte zum sogenannten Silver Circle der 25 führender britischer Anwaltskanzleien. 1990 wurde eine Niederlassung in Brüssel, 1999 eine in Madrid, 2000 in Paris und München und 2009 in Hongkong, sowie weitere in Dubai, Luxemburg und Shanghai gegründet. 2002 erreichte die Firma erstmals einen Umsatz von 100 Millionen Pfund, 2006 beschäftigte sie über 1.000 Angestellte.
SJ Berwin wurde zum 1. November 2013 ein Teil der asiatisch-pazifischen Kanzlei King & Wood Mallesons mit Hauptsitz in Hongkong und damit das vierte Mitglied der „Schweizer Vereinsstruktur“ von King & Wood Mallesons. Ab diesem Zeitpunkt änderte SJ Berwin den Kanzleinamen in „King & Wood  Mallesons LLP“.